# Never Ever
„Never Ever” – jest to pierwszy singiel promujący trzeci studyjny album Fantasy Ride (z 2009 roku) amerykańskiej piosenkarki Ciary.